# Список кратерів на Місяці, Х
| А Б В Г Д Е Є Ж З І Й К Л М Н О П Р С Т У Ф Х Ц Ч Ш Ю Я |

| Кратер   | Латинська назва | Діаметр, км | Епонім                                                | Рік затвердження МАС |
| -------- | --------------- | ----------- | ----------------------------------------------------- | -------------------- |
| Хатанака | Hatanaka        | 30          | Такео Хатанака (1914–1963)                            | 1970                 |
| Хвольсон | Khvolʹson       | 56          | Орест Хвольсон (1852–1934)                            | 1970                 |
| Хіраяма  | Hirayama        | 145         | Кійоцугу Хіраяма (1874–1943), Сін Хіраяма (1867–1945) | 1970                 |
| Хладні   | Chladni         | 13,1        | Ернст Хладні (1756–1827)                              | 1935                 |
| Хосе     | José            | 1,2         | Іспанське чоловіче ім'я                               | 1976                 |